# Битка при Филипопол (250)
Битката при Филипополис се състои през 250 г. между Римската империя и готите. Готите са предвождани от крал Книва, и след дълга обсада, побеждават. Впоследствие краля се съюзява с владетеля на града и управител на Тракия, Луций Приск, за да се борят срещу римския император Деций.  Битката се развива при тракийския град Филипополис, днес Пловдив, България.